# Granucillo
Granucillo ist ein nordwestspanischer Ort und eine Gemeinde (municipio) mit nur noch 104 Einwohnern (Stand: 2024) im Süden der Provinz Zamora in der Autonomen Gemeinschaft Kastilien-León. Neben dem Hauptort Granucillo besteht die Gemeinde aus den Ortschaften Cunquilla de Vidriales und Grijalba de Vidriales.

## Lage und Klima
Granucillo liegt am westlichen Rand der Kastilischen Hochebene (Meseta Iberica) in einer Höhe von ca. 735 m. Am Südrand der Gemeinde führt die Autovía A-52 entlang. Die Provinzhauptstadt Zamora ist gut 57 Kilometer (Fahrtstrecke) in südsüdöstlicher Richtung entfernt. 
Das gemäßigte Kontinentalklima wird nur selten vom Atlantik beeinflusst.

## Bevölkerungsentwicklung
| Jahr      | 1970 | 1981 | 1991 | 2001 | 2011 | 2021 |
| Einwohner | 436  | 386  | 331  | 250  | 176  | 117  |

## Sehenswürdigkeiten

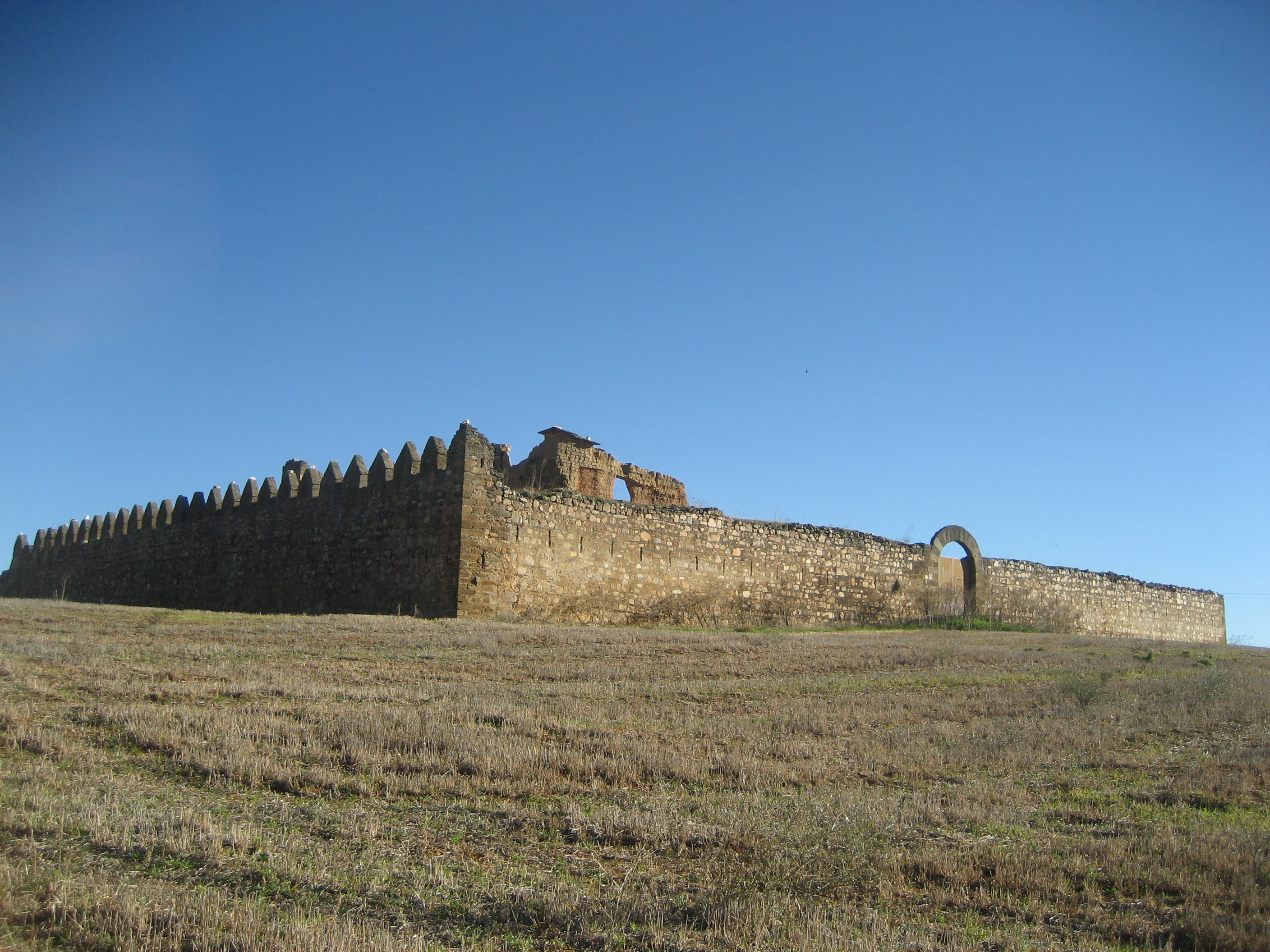
Burganlage von Granucillo
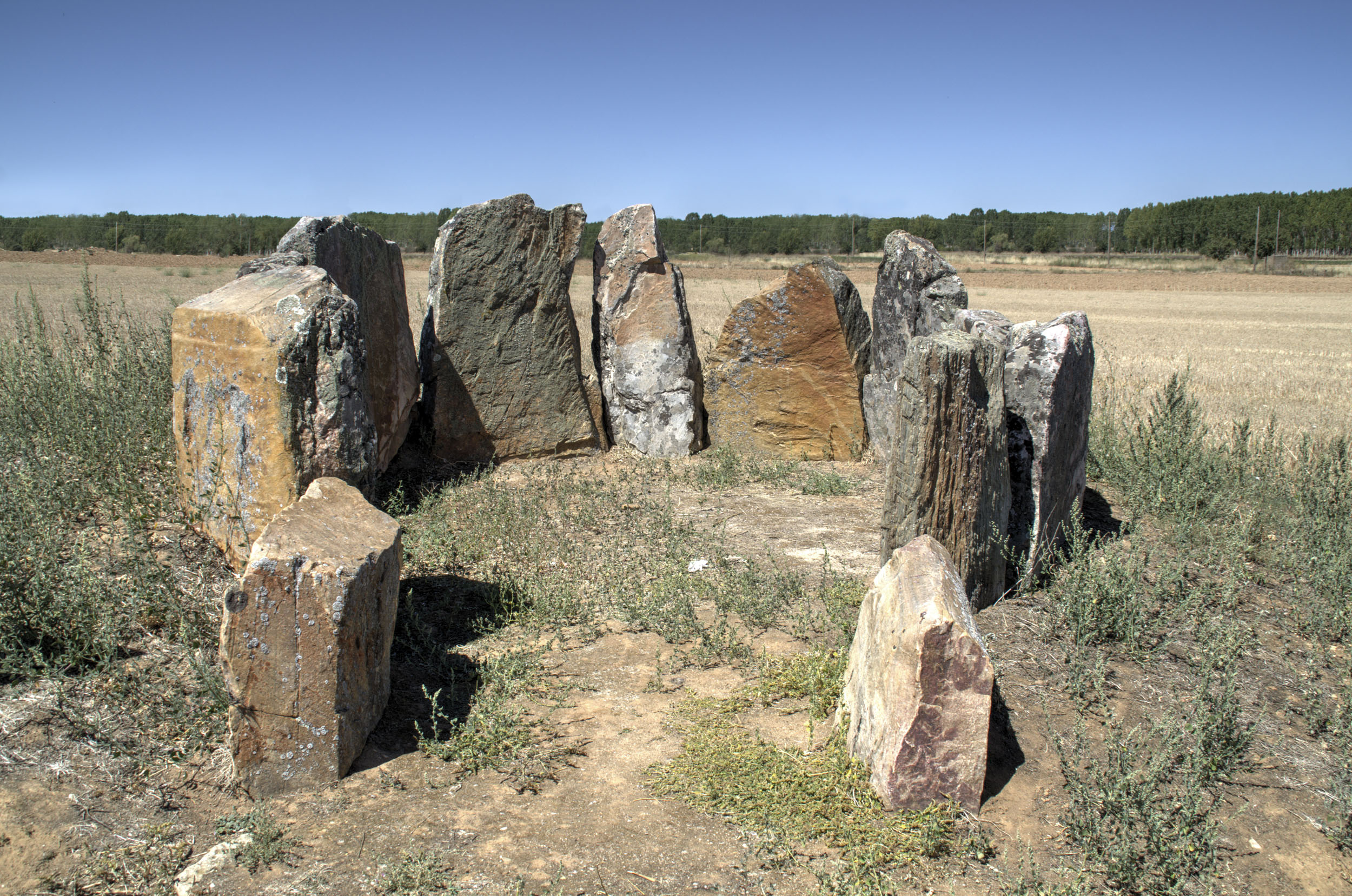
Dolmen von Las Peñezuelas
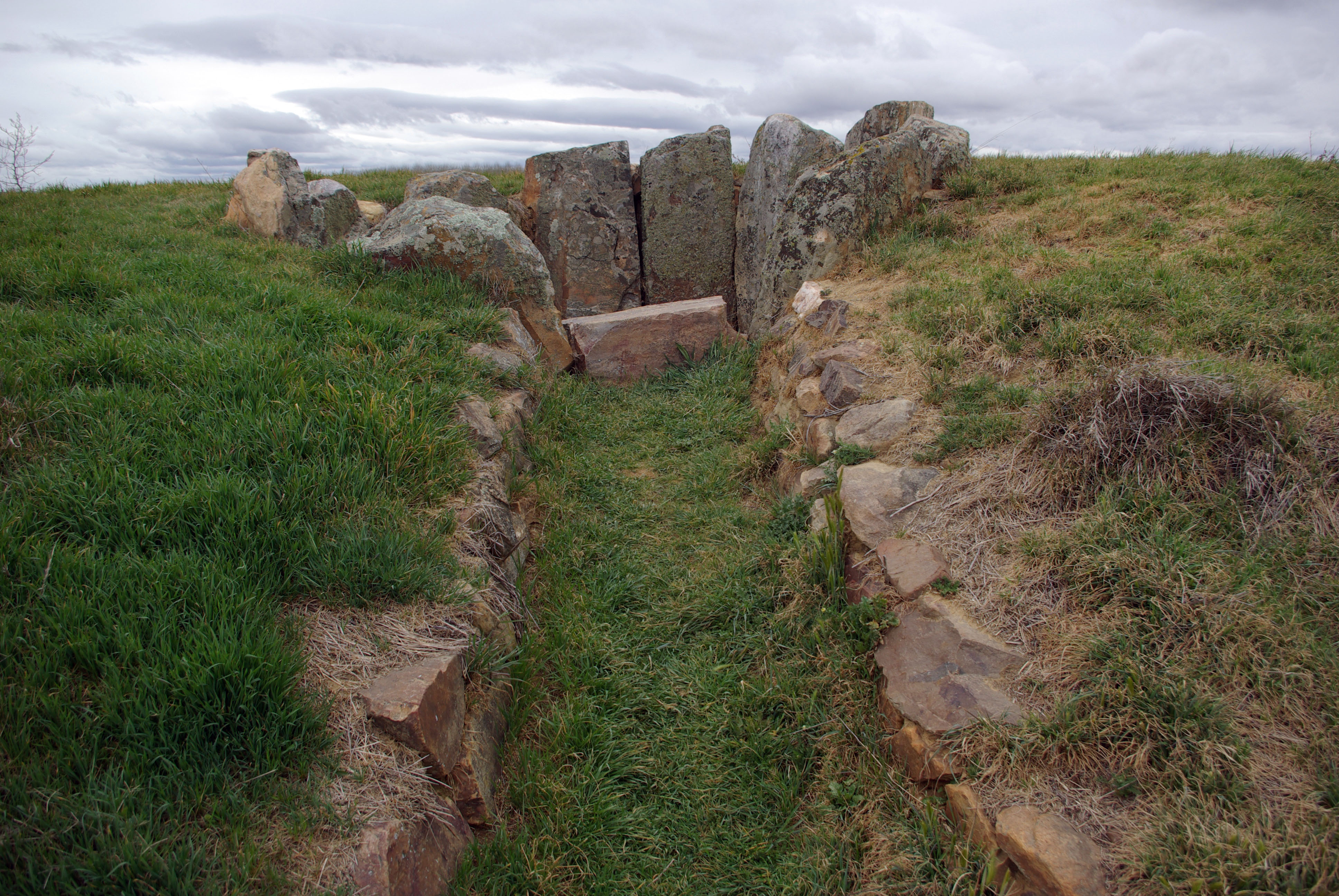
Dolmen von San Adrian
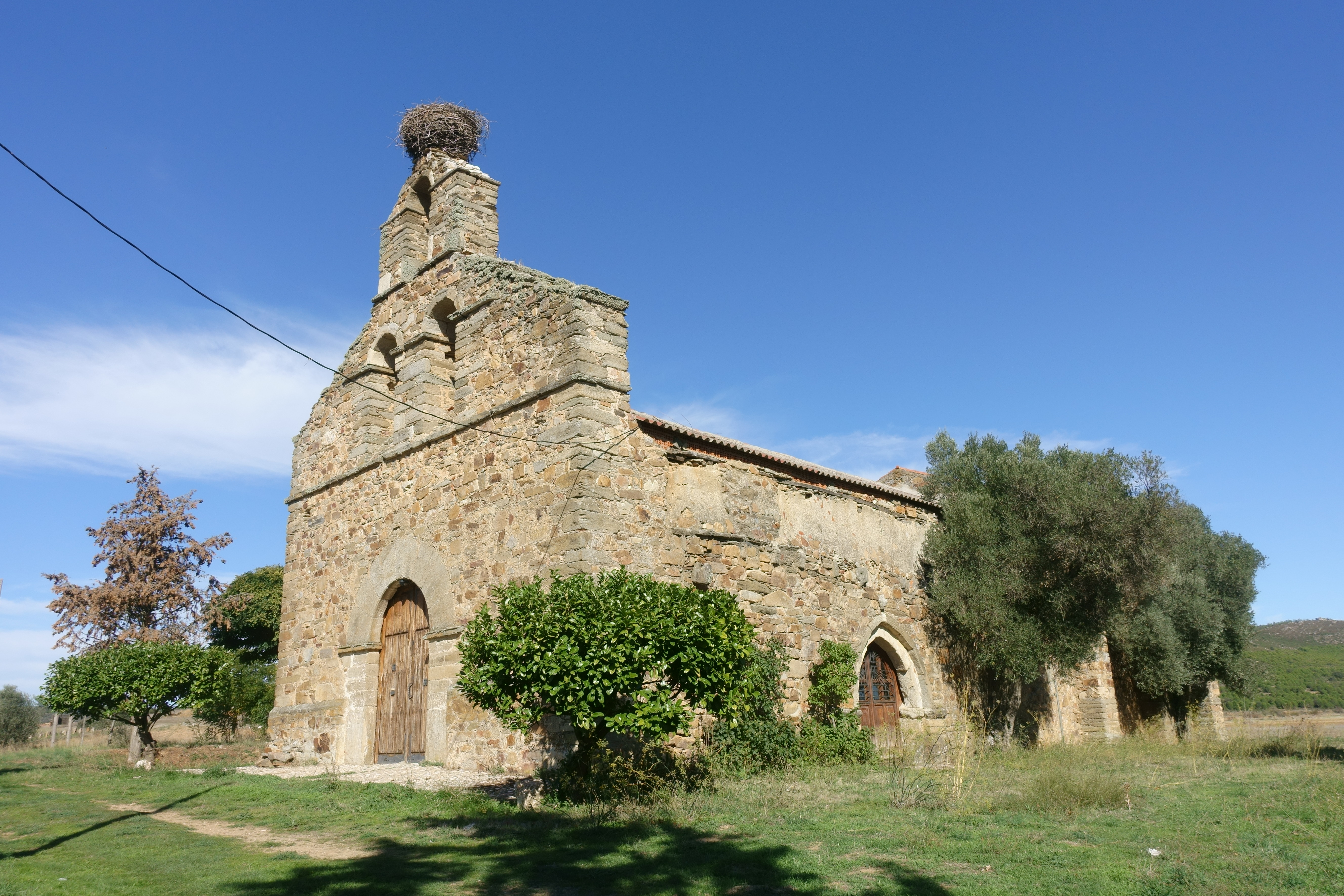
Adrianskapelle

- Burganlage von Granucillo
- Dolmen von Las Peñezuelas
- Dolmen von San Adrian
- Adrianskapelle